# 香港2008年4月

## 4月30日
（請按此參閱當天之報章頭條）
- 北京奧運倒數踏入100天，奧運聖火於下午抵達香港，準備於星期五展開傳送。 香港政府新聞公報 （页面存档备份，存于）
  - 運載奧運聖火的專機奧運聖火號在下午二時到港，北京奧組委執行副主席楊樹安手持火種燈步出機艙，民政事務局長曾德成及中聯辦主任高祀仁到場迎接，其後火種由警車開路，前往香港文化中心。
  - 特區政府在香港文化中心露天廣場舉行迎接慶典，政務司長唐英年表示，香港亦已做好準備，讓聖火傳遞能在莊嚴、暢順、有序地進行。聖火在儀式後隨即被帶離文化中心，待5月2日聖火傳遞時使用。

## 4月29日
（請按此參閱當天之報章頭條）
- 北京奧運聖火將於4月30日抵港，香港政府公佈奧運聖火傳遞的路線及火炬手名單。 香港政府新聞公報 （页面存档备份，存于）
  - 為避免影響會考考生應試，政府略為修改沙田區的傳遞路線，改從源禾路與沙燕橋交界處出發，並取銷途經沙田運動場的一段，但其他路段的安排則維持不變。
  - 港協暨奧委會亦選出火炬手名單，其中李麗珊及黃金寶將分別會跑首棒及尾棒，而施幸余則乘龍舟越過城門河，曾與中國國家主席胡錦濤切磋球技的年青乒乓球手趙頌熙則會跑青馬大橋近觀景台的一段。
  - 多名政商界及演藝界人士包括李澤鉅、梁振英、曾憲梓、汪明荃及張學友等亦有份參與接力，而指揮家葉詠詩則持火炬乘天后號橫渡維港。港協暨奧委會表示上述人選的遴選工作公平，是香港社會的縮影。
  - 警方在當天將派出3000人維持秩序及保護聖火，一旦有示威者進行挑釁或者破壞公眾秩序，將會作出適當行動。而沿途各行人天橋將於聖火經過暫時封閉，市民須在路面觀賞火炬接力。
- 港鐵公司完成南港島綫東段馬場站的初步重新研究，共建議4個不同方案，並表明若加建馬場站，會導致鐵路通車日期延遲最多31個月。 明報

## 4月28日
（請按此參閱當天之報章頭條）
- 行將退役的美國航空母艦小鷹號訪港，艦隊指揮官認為小鷹號能重臨香港，顯示中美軍方關係重拾正軌，艦隊將於香港逗留六天。 明報

## 4月27日
- 大型打撈船華天龍號吊起早前沉沒的烏克蘭補給船，部分船身已浮出水面。當局會先修補船身的缺口，讓沉船可自行浮在水面，以便搜尋工作。為防漏油造成污染，當局又在沉船附近圍起圍欄，並向海面噴射化學物質。 明報
- 多家機構聯合組織「全民迎聖火委員會」，呼籲全港市民於星期五聖火傳遞當日穿上紅衣，以示支持聖火傳遞活動。該會將印製200萬套區旗及國旗派發予公眾，而演藝界亦會在四個商場及火炬傳送路線上表演以作助興。 大公報

## 4月26日
（請按此參閱當天之報章頭條）
- 正在武漢出席中部博覽會的特首曾蔭權表示，港商將產業轉移到華中需多方面配合，而華中地區的發展將帶動對各項服務業的需求，香港可以發揮相關優勢，以抓緊其發展機遇。 明報

## 4月25日
（請按此參閱當天之報章頭條）
- 一名駐守於屯門兒童診所的衛生署女醫生，遺失一枚存放病人資料的記憶棒，衛生署估計涉及665名病童資料，暫未發現資料外洩。署方指事件涉及人為疏忽，今後會提升使用記憶棒的保安程序。 明報
- 在網上發起保護聖火的市民張思晉表示，現已有過百人參與其活動。警方亦已安排彌敦道近中間道的位置讓他們聚集，但仍會向當局申請更多地方聚集。而即使聖火受干擾，他們也只會以人鏈保護聖火。 [永久]

## 4月24日
（請按此參閱當天之報章頭條）
- 天星小輪申請調高來往尖沙咀至中環及灣仔兩線的票價，並引入假日收費，加幅13-41%。天星小輪解釋，申請加價是因為油價上升使成本增加，而中環碼頭搬遷後更令客量下跌18%，航線虧損500多萬港元。 明報

## 4月23日
（請按此參閱當天之報章頭條）
- 前副私隱專員林永康，被裁定騙取津貼罪成，法官將案押後至5月15日宣判。案情指林在任職副私隱專員期間，多次因公幹到墨爾本，但林在當地有物業，按例只能支取津貼之60%，但林則申請全數津貼。 明報

## 4月22日
（請按此參閱當天之報章頭條）
- 行會通過由港府斥資395億港元，全資興建廣深港高鐵港段，再由港鐵以服務經營權方式租用50年。高鐵預計於2015年啟用，由西九龍總站至廣州的行車時間將縮減至48分鐘。 明報
- 港鐵行政總裁周松崗表示，廣深港高鐵建成後，有助突顯香港作中國南大門的角色。有學者亦指廣深港高鐵建成後，有助打通中港人流往來，但有直巴商會擔心，高鐵會令選乘直巴過境的人數減少。 明報

## 4月21日
（請按此參閱當天之報章頭條）
- 一名46歲男子姚志容於去年除夕在大嶼山貝澳沙灘，用鐵鏟和木棍打死一隻懷孕的黃麂，被判入獄半年。裁判官認為被告殘忍地殺害受保護的黃麂，社會對這些行為十分關注，故須重判予以阻嚇。 明報

## 4月20日
- 一名駐守瑪嘉烈醫院的護士，錯誤向一名無需服藥的病人派發藥物，事後病人疑自己錯服藥物而揭發事件。病人經醫生檢查後確定身體無大礙，並已出院。醫院已告誡有關員工，避免同類事件再發生。明報
- 香港航空交通在颱風過後仍未復常，航空公司在香港國際機場的登機櫃位均大排長龍。機管局表示，全日最少有有189班飛機延誤及23班航機取消。旅客在出門前，應先致電航空公司查詢航班情況。 明報
- 甘泉航空主席李卓民表示，仍有買家有意收購公司。他認為廉價服務並非令甘泉失敗的原因，而是其他航空公司逼得太緊。他再次向受影響的乘客及職員致歉，並冀甘泉在復航後，能再聘用被解僱的員工。 明報
- 香港青年會在4月中訪問630多名18至45歲的青年，其中82%受訪者不贊成部份國家將北京奧運政治化，另有77%的受訪者對藏獨人士在聖火傳遞過程中示威，表示反感或極度反感。 [來源請求]
- 香港迪士尼樂園的新景點「小小世界」將於下周開幕，園區內展示出不同國家的景點，更特有香港本地景點及《世界真細小》的粵語版以增本士特色，旅發局前主席周梁淑怡希望樂園儘快擴建，以增加吸引力。 明報

## 4月19日
（請按此參閱當天之報章頭條）
- 颱風浣熊是日影響香港，天文台發出三號風球及一度發出黑色暴雨警告。 明報
  - 浣熊於晚上在廣東陽江登陸後減弱，集結於香港之西北約140公里，預料向東北移動，時速約18公里，並進入廣東內陸。浣熊於晚上最接近香港，但隨風勢減弱，天文台將考慮取消三號風球。
  - 受風暴影響，東涌纜車須暫停服務兩天，有旅客於到達東涌後才得知纜車停駛，要改乘嶼巴到昂坪天壇大佛遊覽。纜車公司表示，已購票乘客可以到纜車站安排退款或更換其他日期的車票。
  - 由於澳門當局一度發出八號風球，往來港澳渡輪須停航，港澳兩地曾一度聚集逾數百名旅客。而航空交通方面，全日共有9班飛機要取消、102班飛機延誤，並有17班機要轉飛其他地方。
  - 在颱風吹襲期間，天文台於晚上一度發出黑色暴雨警告。政府共接獲超過110宗水浸報告和兩宗山泥傾瀉報告。受大雨影響，香港賽馬會決定取消4月20日在快活谷馬場舉行的賽事，並擇日補賽。

## 4月18日
（請按此參閱當天之報章頭條）
- 奧運火炬傳送測試順利完成，聖火提早到達金紫荊廣場，交通未受嚴重影響。 明報
  - 聖火於早上十時半從尖沙咀文化中心起步，途經青馬橋及繞經沙田。聖火抵達石門後登上龍舟過城門河，並抵達沙田馬場，跑手騎著馬匹在沙田馬場繞場一周，最後把聖火拿到聖火盤內燃點。
  - 中場休息後，聖火由沙田出發往尖沙咀，再由跑手把模擬火炬渡海傳送往港島，多艘水警輪沿途護航，消防船亦射水表演。火炬於途經金鐘及灣仔一帶後，於16時25分抵金紫荊廣場，較原定時間為早。
  - 警方為免交通嚴重受阻，在火炬手到場前五分鐘才封閉道路，並於跑手經過後隨即重開。灣仔一帶交通只受阻約半小時，有商戶相信封路對生意影響不大，亦有駕駛人士表示不介意行程略為受阻。
  - 民政事務局局長曾德成認為，火炬演習安排順利，對交通造成的影響亦屬意料之內，但政府預計火炬於正式傳送當日會有較多市民外出，故須按實際情況再作評估及調節。
- 天文台於晚上改發三號強風信號，是二戰後日期最早的一次。颱風浣熊集結在香港西南方約450公里，並穩定向北移動，橫過瓊東再趨向粵西。在東北季候風及浣熊的共同影響下，香港風勢將逐漸增強。 明報

## 4月17日
（請按此參閱當天之報章頭條）
- 奧運聖火模擬傳遞將於星期五（翌日）舉行，港九新界多處道路將會封閉以便聖火傳送，不少市民擔心封路會影響上下班，亦有職業車司機及商舖擔心封路會影響生意，鐵路公司表示於有需要時會加派列車疏導乘客。 [來源請求]
- 有中小學校長及公開試考生擔心，封路會令考生及學生於上學及應試時出現困難，而火炬傳送時的聲浪亦會影響考試進行。然而考評局相信綵排對考生影響不大，考生如有需要，可致電考評局熱線求助。 [來源請求]
- 民政事務局與十八區區議會的代表，相討星期五舉行明天奧運火炬接力測試的安排。政府認為由於不會在繁忙時段封路對市民及考生未有構成重大影響，故無須把當天停課或列作公眾假期。 [來源請求]
- 在火炬接力演習前夕，警方連日派員到各區作實時實地測試，以測試警方指揮中心與火炬接力路線的沿路通訊，中環和灣仔區等較多人群聚集的地方的人潮管理，又檢視沿途路口的交通情況。 [來源請求]
- 消息指，行政長官曾蔭權獲港協暨奧委會邀請擔任火炬手，但曾蔭權認為火炬手應由最能代表體育界的人士擔任，加上他希望讓更多體育界人士參與聖火傳送，故只會主持火炬接力的起步儀式。 [來源請求]
- 資深體育新聞記者伍晃榮因白血病感染肺炎致器官衰竭，傍晚於瑪嘉烈醫院逝世，終年67歲。其兩名兒子感謝各界關心，亦為父親感到驕傲。曾與伍晃榮共事的足球評述員鍾志光亦稱，伍的地位無人可替。 香港電台
- 受颱風浣熊影響，天文台於下午發出本年首個一號戒備信號。浣熊集結於香港之西南偏南約670公里，預料向西北偏北移動並趨向海南島。預料浣熊將於星期日最接近香港，但估計發三號風球的機會不大。 明報[]
- 渠務署耗資二億港元作防洪改善工程。署方正於上環興建雨水抽水站，估計可應付五十年一遇的豪雨，並解決上環雨季出現水浸的問題。而在雨季期間，署方亦會於附近一帶候命，隨時準備清理垃圾。 明報
- 統計處公佈2008年1至3月的失業率輕微回升至3.4%，而就業不足率則維持1.9%。政府表示，農曆新年後商業活動放緩，或會令就業人數減少，當局將密切注意美國經濟放緩及環球金融市場的情況。 香港政府新聞公報 （页面存档备份，存于）

## 4月16日
（請按此參閱當天之報章頭條）
- 為確保測試可按時完成及減少封路，政府決定縮短星期五測試聖火傳遞的路線，不經油麻地及香港公園等路段，運輸署指當日將有過百條巴士和專線小巴路線受影響，港島北岸及沙田一帶亦會出現交通擠塞。 明報
- 巨型打撈船華天龍中午抵港，以協助打撈於3月沉沒的烏克蘭補給船。華天龍下午先準備打撈的前期工作，預計整個打撈工程可望於4月底完成，沉船船東將全數負責打撈的費用。為確保打撈工作順利，海事處會於打撈期間封閉航道。 [來源請求]
- 一列抵港的港穗直通車，於離開廣州後出現故障，須由拖車推動致延遲抵港。事件影響其後的城際直通車須取消。大批乘客於到達紅磡車站後才得知班車延誤，在入閘口詢問情況，期間一度有乘客鼓譟。 [永久]
- 著名作家查良鏞在接受電視台專訪時，指出奧運與政治應該分開，不應把兩者混為一談。而有意示威的組織可表達不同訴求，但也不可干擾聖火傳遞。另查氏又希望自己能擔任奧運聖火的火炬手。 亞視新聞

## 4月15日
（請按此參閱當天之報章頭條）
- 為確保奧運火炬接力傳送不會超時，政府擬進一步修改聖火傳送路線，除刪除沙田和香港公園部分路段外，亦會減少火炬手的接力點，政府將於4月16日召開記者會，交代封路和交通安排。 [永久]
- 消委會調查發現，大多數日用品的價格在年內大幅上升，尤以食油、牙膏及食米的加幅最嚴重。而同一貨品在超級市場的價格亦較小型零售店高，消委會呼籲市民於購物前要先「格價」。 消委會新聞稿1、2[永久]
- 香港水警新近購置11艘水警輪。新款水警輪的最高速度達45海里，船上設有新式電子海圖及新式控制桿，使船隻可靈活轉動，有助安全航行。水警冀新船可有助執勤，以更有效打擊海上非法活動。 香港政府新聞公報 （页面存档备份，存于）
- 法國攀爬好手羅伯特再次到港，徒手攀爬樓高60層的中環四季酒店大廈，期間吸引大批市民圍觀。羅伯特花了一小時許攀爬到酒店天台，冀行動可喚起市民關注全球暖化的問題。 明報

## 4月14日
（請按此參閱當天之報章頭條）
- 一輛中型貨車早上在新蒲崗樂善道倒車轉入育群街時，撞到一名76歲老翁，老翁當場死亡。警方指意外現場並非交通黑點，但附近設有健康院及數所學校，常有人車爭路之問題。 明報
- 一名報館記者在長沙灣採訪交通意外期間，被涉事司機打傷頭部須送院治理，警方正追緝兩名涉事男子。香港記者協會發聲明譴責事件，指記者履行職責期間遇襲，屬妨礙新聞自由。 明報
- 消息指，李嘉誠旗下的長江實業有意收購甘泉航空。 明報

## 4月13日
- 第27屆香港電影金像獎頒獎典禮晚上假香港文化中心舉行，《投名狀》一片奪得「最佳電影」等八個獎項，李連杰亦憑該片奪得「最佳男主角」獎項；而「最佳女主角」殊榮則由斯琴高娃憑所奪得。 明報
- 馬鞍山綫鐵路的信號系統，在早上發生供電故障，所有列車需改由人手操作，令服務受阻兩小時半。鐵路公司副車務總監李殷泰表示，由於當恢復供電後，操控信號系統的九部電腦需逐一重新啟動，使修復需時。 明報

## 4月12日
- 警務處長鄧竟成在出席學警畢業禮後表示，警方有能力及信心聖火傳遞能順利完成，市民無須自發保衛聖火，只須參與便已足夠。警方將主動聯絡有關團體以作說明。 明報
- 入境處長白韞六則表示，不歡迎破壞聖火傳送的人參加香港的活動，並配合聖火傳送的最後計劃以作配合。處方現仍部署會否限制破壞聖火傳送的人入境，但暫難估計破壞聖火傳送者的數量。 明報

## 4月11日
- 昂坪纜車再次發生故障，並首次發現滑輪出現問題。百多名乘客被困在半空個多小時才能離開，纜車公司為安全計，於疏散乘客後提早收車作詳細檢查，冀能於星期六恢復服務，並對旅客造成不便致歉。 明報
- 政府就中環新海濱城市設計研究展開次輪諮詢，提出兩個分別於新海傍或原址重置皇后碼頭及天星鐘樓的方案，並建議減低新建樓宇的發展密度，最高的建築物將不逾30層，公眾可於7月10日前向規劃署提供意見。 香港政府新聞公報 （页面存档备份，存于）
- 多個政府部門下午在維港綵排聖火傳送，警務處表示，奧運聖火在香港傳送時，會派出3,000名警察維持秩序，但會盡量不阻礙市民觀看聖火。而消防處屆時會派員到多個地點作戰略性部署，但聖火最終的傳送路線仍未有定案。 [永久]
- 城規會已就觀塘重建計劃完成公眾諮詢，待行政會議批准後，市建局將開展收購工作。而局方會先把月華街巴士總站搬遷往福塘道，再於原址重建為一座住宅，讓居民優先以市價購買。然而有居民擔心搬遷巴士總站會構成不便。 明報 （页面存档备份，存于）
- 行政長官曾蔭權下午抵達海南，出席博鰲亞洲論壇。曾蔭權伉儷抵步後先會見香港商界代表，星期六將出席博鰲亞洲論壇開幕式，並於午餐會上致辭，其後將獲國家主席胡錦濤接見，並匯報香港的近況，曾蔭權將於星期日返港。 明報 （页面存档备份，存于）

## 4月10日
（請按此參閱當天之報章頭條）
- 正在北京的政務司長唐英年表示，未有資料顯示香港會在北京奧運期間遇襲，但警方會出動3,000人護送火炬手。政府會作不斷檢討，令火炬傳送能安全及莊嚴地舉行，亦不希望因秩序的問題而要大幅更改傳遞路線。 明報 （页面存档备份，存于）
- 甘泉航空結業後，臨時清盤人表示會先讓員工放有薪假期，直至找到買家為止。另現時仍有多名員工被借調到非洲納米比亞工作，礙於出入境規例而未能回港。立會議員陳婉嫻促請港府透過中國駐當地使節協助有關員工。 文匯報 （页面存档备份，存于）

## 4月9日
（請按此參閱當天之報章頭條）
- 開業只有18個月的甘泉航空宣佈臨時清盤，所有航班即時停飛。 明報
  - 公司行政總裁苗禮士指，由於航空市場競爭激烈，業務並不理想而結業，所有未起飛的航班將即時停飛，並不再接受機票預訂，乘客可致電熱線或或上網向甘泉航空查詢。
  - 甘泉航空已向高院申請自動清盤及委任臨時清盤人，但未有透露公司的財政狀況，只表示會積極為甘泉尋找買家。有消息指甘泉航空自營運以來，由於受高油價及市場競爭激烈影響，累計虧損達十億港元。
  - 甘泉航空宣布結業後，最後一班從倫敦開出的航班下午如常抵港，有乘客指甘泉只在航班派發一張英文通告，未有交代結業後的善後安排，亦有已購買機票的旅客，擔心機票會作廢而影響行程。
  - 運輸及房屋局局長鄭汝樺表示，政府已啟動緊急應變機制，並派員到倫敦及溫哥華機場，以幫助有需要的旅客。政府表示甘泉結業只屬個別事件，相信不會影響香港形象。
  - 國泰及英航因應事件，向持有甘泉航空機票的旅客，提供單程經濟客位優惠。另國泰擬於4月11日及13日加開兩班前往倫敦的航班，以疏導假期後趕回海外學校復課的學生。

## 4月8日
（請按此參閱當天之報章頭條）
- 香港警方搗破一個信用卡詐騙集團，警方收到銀行通知，懷疑有人利用虛假資料申請信用卡，再購買高價物品轉售圖利。相信詐騙集團過去運作九個月詐騙二百萬港元，並首次發現有詐騙集團聯同二手店串通欺詐，行動中共拘16人。 明報 （页面存档备份，存于）

## 4月7日
（請按此參閱當天之報章頭條）
- 商務及經濟發展局長馬時亨表示，泰國大米生產正常，入口價上升屬市場供求問題，泰國領事已保證供港的食米會保持穩定，並於五月起增加對香港的大米供應，而市民也可以選擇較便宜的內地米。 明報 （页面存档备份，存于）
- 車公廟站鐵路上蓋物業發展項目截標，共接到七份標書參與。對於有團體向城規會申請降低項目發展密度，鐵路公司物業總監何恆光表示已提出反對，而公司年內亦會把荃灣西站七區和五區的項目招標。 明報[]

## 4月6日
（請按此參閱當天之報章頭條）
- 香港警方破獲一個跨國犯罪集團，涉嫌盜取銀行客戶資料後，在電話卡加上帳戶資料磁帶，再到提款機提款，估計集團已盜取最少38萬港元，行動中共拘捕兩名英籍男子。 明報 （页面存档备份，存于）

## 4月5日
（請按此參閱當天之報章頭條）
- 華懋集團舉行追思會，以紀念原主席龔如心逝世一周年。龔如心胞弟龔仁心致詞時，感謝員工過去一年的努力，又表示公司運作正常。龔仁心其後主持如心廣場揭幕儀式，並展示龔如心於平頂儀式時所打的手印。 明報 （页面存档备份，存于）

## 4月4日
- 不少市民乘清明節到墳場掃墓。在將軍澳墳場，警方在清晨開始封路，有市民在封路前摸黑上山拜祭先人。而因物價上升，使乳豬及紙紮祭品的價格也較以往昂貴。雖然是日天氣潮濕，但全港亦最少發生十七宗山火。 亞視新聞1、2、3

## 4月3日
- 即將退休的九巴高級執行董事陳祖澤表示，有信心九巴會獲政府批准加價，但若加幅少於申請則屬不合理。 文匯報 （页面存档备份，存于）

## 4月2日
（請按此參閱當天之報章頭條）
- 醫委會修訂守則，容許醫生在報章刊登廣告，但廣告的大小和內容均受限制。醫學會認為此舉令市民有更多資訊參考，但認為當局應將規管擴至醫療集團，以進一步保障病人權益。 大公報

## 4月1日
（請按此參閱當天之報章頭條）
- 發展局局長林鄭月娥表示，局方正跟進時代廣場業主在外借休憩空間時的收費詳情，再確定業主是否違反公用契約的要求。而當局已於網上列出226個私人發展用地的公用空間之範圍，市民如在使用該等地點時被拒，可向當局投訴。 明報 （页面存档备份，存于）

## 有用參考連結
- 網站：雅虎香港 | Google香港 | 香港政府新聞網 | 新浪網新聞
- 報章：明報 | 明報即時新聞網 | 成報 | 蘋果日報 | 星島日報 | 香港經濟日報 | 大公報 | 文匯報 | am730 | 南華早報 | 頭條日報 | 晴報 |
- 電台：商業電台 | 新城電台 | 香港電台 | 澳門電台
- 電視：有線新聞 | 無綫新聞 | 亞視新聞 | now新聞台| 澳門電視台
- 其他：英文維基新聞（香港） | 英文維基新聞（澳門） | 網政廿一 | 獨立媒體 | BBC中文網 | Oh My News 國際版本 | 亞洲時報 | 獨立新聞在線 | 全球之聲 | 香港人網